# Премія імені Г. К. Андерсена
Премія імені Ганса Крістіана Андерсена (англ. Hans Christian Andersen Author Award) — міжнародна премія, яку вручають за видатний внесок у дитячу літературу найкращим письменникам і художникам-ілюстраторам дитячої книги. Організована 1956 року Міжнародним комітетом з дитячої та юнацької літератури ЮНЕСКО за рекомендацією його засновника та першого президента, видатної діячки світової дитячої літератури Йєлли Лепман.
Лауреатів оголошують один раз на два роки. Премія вручається 2 квітня, в день народження видатного данського казкаря Ганса Крістіана Андерсена. Для авторів дитячої літератури премія Андерсена є найпрестижнішою міжнародною нагородою. Часто її називають "Нобелівською премією для дитячої літератури".
Найвищою та найпочеснішою з трьох премій-нагород вважається Золота медаль з профілем казкаря. Її присуджують найвизначнішим й прогресивним майстрам у галузі дитячої книги та вручають на конгресі Міжнародної ради з дитячої книги (IBBY). Серед них — такі знані письменники, як Марія Ґріпе, Джеймс Крюс, Астрід Ліндгрен, Еріх Кестнер, Туве Янссон, Джанні Родарі, Кетрін Патерсон. 
1979 року до «Особливого почесного списку Ганса Крістіана Андерсена» (Special Hans Christian Andersen Honor List) вписано ім'я Всеволода Нестайка та його книжку «Тореадори з Васюківки».

## Список лауреатів премії

### Письменники
- 1956 — Елінор Фарджон (англ. Eleanor Farjeon, Велика Британія)
- 1958 — Астрід Ліндгрен (швед. Astrid Lindgren, Швеція)
- 1960 — Еріх Кестнер (нім. Erich Kästner, Німеччина)
- 1962 — Мейндерт Де Йонг (англ. Meindert DeJong, США)
- 1964 — Рене Гійо (фр. René Guillot, Франція)
- 1966 — Туве Янссон (фін. Tove Jansson, Фінляндія)
- 1968 — Джеймс Крюс (нім. James Krüss, Німеччина), Хосе-Марія Санчес-Сілва (Іспанія)
- 1970 — Джанні Родарі (італ. Gianni Rodari, Італія)
- 1972 — Скотт О'Делл (англ. Scott O'Dell, США)
- 1974 — Марія Гріпе (швед. Maria Gripe, Швеція)
- 1976 — Сесіл Бедкер (нім. Cecil Bødker, Данія)
- 1978 — Паула Фокс (англ. Paula Fox, США)
- 1980 — Богуміл Ржига (чеськ. Bohumil Říha, Чехословаччина)
- 1982 — Ліжія Божунга (порт. Lygia Bojunga Nunes, Бразилія)
- 1984 — Кристина Нестлінґер (нім. Christine Nöstlinger, Австрія)
- 1986 — Патрисія Райтсон (англ. Patricia Wrightson, Австралія)
- 1988 — Анні Шмідт (нідерл. Annie Schmidt, Нідерланди)
- 1990 — Турмуд Гауґен (норв. Tormod Haugen, Норвегія)
- 1992 — Вірджинія Гамільтон (англ. Virginia Hamilton, США)
- 1994 — Мітіо Мадо (яп. まど・みちお, Японія)
- 1996 — Урі Орлев (івр. אורי אורלב‎, Ізраїль)
- 1998 — Кетрін Патерсон (англ. Katherine Paterson, США)
- 2000 — Ана Марія Мачадо (порт. Ana Maria Machado, Бразилія)
- 2002 — Ейден Чемберс (англ. Aidan Chambers, Велика Британія)
- 2004 — Мартін Водделл (англ. Martin Waddell, Ірландія)
- 2006 — Маргарет Махі (англ. Margaret Mahy, Нова Зеландія)
- 2008 — Йюрг Шубігер (нім. Jürg Schubiger, Швейцарія)
- 2010 — Девід Альмонд (англ. David Almond, Велика Британія)
- 2012 — Марія Тереза Андруетто (ісп. María Teresa Andruetto, Аргентина)
- 2014 — Нахоко Уехасі (яп. 上橋 菜穂子, Японія)
- 2016 — Cao Wenxuan (Китай)
- 2020 — Жаклін Вудсон (США)
- 2022 — Марі-Од Мюрай[en] (франц. Marie-Aude Murail,  Франція)
- 2024 — Hans Janish (Австрія)

### Список художників-ілюстраторів, лауреатів премії
- 1966 — Алоїс Каріджет (Швейцарія)
- 1968 — Jiří Trnka (Чехословаччина)
- 1970 — Моріс Сендак (США)
- 1972 — Ib Spang Olsen (Данія)
- 1974 — Farshid Mesghali (Іран)
- 1976 — Тетяна Маврина (СРСР)
- 1978 — Svend Otto S. (Данія)
- 1980 — Suekichi Akaba (Японія)
- 1982 — Zbigniew Rychlicki (Польща)
- 1984 — Mitsumasa Anno (Японія)
- 1986 — Robert Ingpen (Австралія)
- 1988 — Dusan Kállay (Чехословаччина)
- 1990 — Lisbeth Zwerger (Австрія)
- 1992 — Kvĕta Pacovská (Чехія)
- 1994 — Jörg Müller (artist) (Швейцарія)
- 1996 — Klaus Ensikat (Німеччина)
- 1998 — Tomi Ungerer (Франція)
- 2000 — Anthony Browne (Велика Британія)
- 2002 — Quentin Blake (Велика Британія)
- 2004 — Max Velthuijs (Нідерланди)
- 2006 — Wolf Erlbruch (Німеччина)
- 2008 — Roberto Innocenti (Італія)
- 2010 — Ютта Бауер (Німеччина)
- 2012 — Пітер Сіс (Чехія)
- 2014 — Роджер Мелло (Бразилія)
- 2016 — Rotraut Susanne Berner (Німеччина)
- 2018 — Ігор Олейніков (Росія)
- 2020 — Альбертіне (Швейцарія)
- 2022 — Сюзі Лі[en] (Південна Корея)
- 2024 —Sydney Smith (Канада)

## Особливо почесний список Ганса Крістіана Андерсена (1979)
- 1979 — Всеволод Нестайко (Україна)